# أيمن السياري
أيمن بن محمد بن سعود السيّاري محافظ البنك المركزي السعودي منذ 2 فبراير 2023م.

## الحياة العلمية
حصل السياري على بكالوريوس محاسبة من جامعة الملك فهد للبترول والمعادن ودرجة الماجستير في إدارة الأعمال في تخصص التمويل من جامعة جورج واشنطن في الولايات المتحدة، كما أنه حاصل على شهادة بنك Chase Manhattan في التحليل الائتماني ، بالإضافة إلى شهادة المحلل المالي المعتمد (CFA) وبرنامج الإدارة العامة في كلية هارفارد للأعمال.

## الحياة العملية
عُيّن منصب محافظ البنك المركز السعودي بوجب أمر ملكي 11 رجب 1444هـ، الموافق 2 فبراير 2023هـ.
شغل منصب نائب محافظ البنك المركزي السعودي بموجب أمر ملكي بتاريخ 18 صفر 1441هـ، الموافق 17 أكتوبر 2019م خلال الفترة من 2022م إلى 2023م، ووكيل المحافظ للاستثمار في البنك المركزي السعودي خلال الفترة من 2013م إلى 2019م.
شغل عضوية لجنة الاستثمار، ولجنة السياسة النقدية، ولجنة المخاطر، ولجنة الاستقرار المالي في البنك المركزي السعودي، وشغل منصب نائب رئيس مجلس إدارة البنك المركزي السعودي، وعضوية مجالس إدارة كل من إدارة الصندوق السعودي للتنمية، والمركز الوطني لإدارة الدين، وكذلك عضوية لجنة الاستثمار في صندوق الاستثمارات العامة.
انضم السيّاري إلى البنك المركزي السعودي عام 1999، ثم انضم في عام 2003 إلى مجموعة البنك الدولي لمدة 3 سنوات، وقد بدأ حياته المهنية في صندوق التنمية الصناعية السعودي كمحلل مالي.